# Trillium lancifolium
Trillium lancifolium е вид растение от семейство Melanthiaceae. Видът е световно застрашен, със статут Уязвим.

## Разпространение
Видът е разпространен в югоизточната част на САЩ (Алабама, Флорида, Джорджия, Южна Каролина, Тенеси и Мисисипи).